# Bosvelija
Bosvelija je rod dreves iz reda Sapindales (javorovci), znana po svoji dišeči smoli. Svetopisemsko kadilo frankincense (sveto kadilo) je izvleček iz smole drevesa Boswellia sacra, zdaj pa se proizvaja tudi iz vrste Boswellia frereana.

## Frankincense
Štiri glavne vrste Bosvelije, B. sacra (sinonima B. carteri in B. bhaw-dajiana), B. frereana, B. papyrifera in B. serrata, proizvajajo pravo sveto kadilo in vsaka vrsta smole je na voljo v različnih razredih. Stopnje so odvisne od časa žetve, smola pa je ročno sortirana glede na kakovost.

## Opis
Vrste Bosvelija so srednje velike cvetoče rastline, vključno z drevesi in grmovnicami, in so domorodne v tropskih regijah Afrike in Azije. Razširjenost vrste je povezana predvsem s tropi. Trenutno je največja raznolikost vrst v Afriki in Indiji.
Vrste so dvodomne ali hermafroditne. Cvetovi imajo lahko štiri ali pet rahlo zraščenih, vendar delno prekrivnih čašnih listov z enakim številom ločenih, prekrivnih venčnih listov. Tudi prašniki, ki lahko vsebujejo nektarne plošče, imajo razločne gole filamente, ki se pojavljajo v enem ali dveh kolobarjih in v številu, ki je enak ali dvakrat večji od števila cvetnih listov; trikolporatni cvetni prah je vsebovan v dveh lokulah prašnikov, ki se odpirata vzdolžno vzdolž rež. Ginecej vsebuje tri do pet povezanih plodičev, eno obliko in eno stigmo, ki je podobna glavici do režnja. Vsako mesto zgornjega jajčnika ima dve ovuli z aksilno placentacijo, ki sta anatropna do kampilotropna. Plod z eno do petimi koščicami je koščica, ki se odpre ob zrelosti. Zarodek običajno nima endosperma.
Ime rodu je v čast škotskemu botaniku Johnu Boswellu, 1710–1780 (mimogrede stricu pisatelja Jamesa Boswella).

## Ekološki status
Leta 1998 je Mednarodna zveza za varstvo narave (IUCN) opozorila, da je ena od primarnih vrst kadila, Boswellia sacra, »skoraj ogrožena«. Konvencija o mednarodni trgovini z ogroženimi prosto živečimi živalskimi in rastlinskimi vrstami sicer ne ureja kadilnikov, vendar strokovnjaki trdijo, da bosvelija izpolnjuje merila za zaščito. V študiji iz leta 2006 je ekolog na Wageningen University & Research trdil, da je do poznih 1990-ih postalo težko najti drevesa Boswellia papyrifera v Eritreji. Leta 2019 je nov dokument napovedal 50-odstotno zmanjšanje Boswellia papyrifera v naslednjih dveh desetletjih. Ta vrsta, ki jo najdemo predvsem v Etiopiji, Eritreji in Sudanu, predstavlja približno dve tretjini svetovne proizvodnje kadila. Časopis opozarja, da so vse vrste Boswellia ogrožene zaradi izgube habitata in prekomernega izkoriščanja. Večina bosvelije raste v težkih, sušnih regijah, ki jih pestijo revščina in konflikti. Nabiranje in prodaja drevesne smole je eden od edinih virov dohodka za prebivalce, kar povzroča prekomerno porabo.

## Izbrane vrste
- B. ameero Balf.f.
- B. boranensis Engl.
- B. bricchettii (Chiov.) Chiov.
- B. bullata Thulin
- B. chariensis Guillaumin
- B. dalzielii Hutch.
- B. dioscoridis Thulin
- B. elegans Engl.
- B. elongata Balf.f.
- B. frereana Birdw.
- B. globosa Thulin
- B. hildebrandtii Engl.
- B. holstii Engl.
- B. madagascariensis Capuron
- B. microphylla Chiov.
- B. multifoliolata Engl.
- B. nana Hepper
- B. neglecta S.Moore
- B. odorata Hutch.
- B. ogadensis Vollesen
- B. ovalifoliolata N.P.Balakr. & A.N.Henry
- B. papyrifera (Del.) Hochst.
- B. pirottae Chiov.
- B. popoviana Hepper
- B. rivae Engl.
- B. ruspoliana Engl.
- B. sacra Flueck.
- B. serrata Roxb. ex Colebr. (type)
- B. socotrana Balf.f.

Vir seznama :